# Tiemen Brouwer

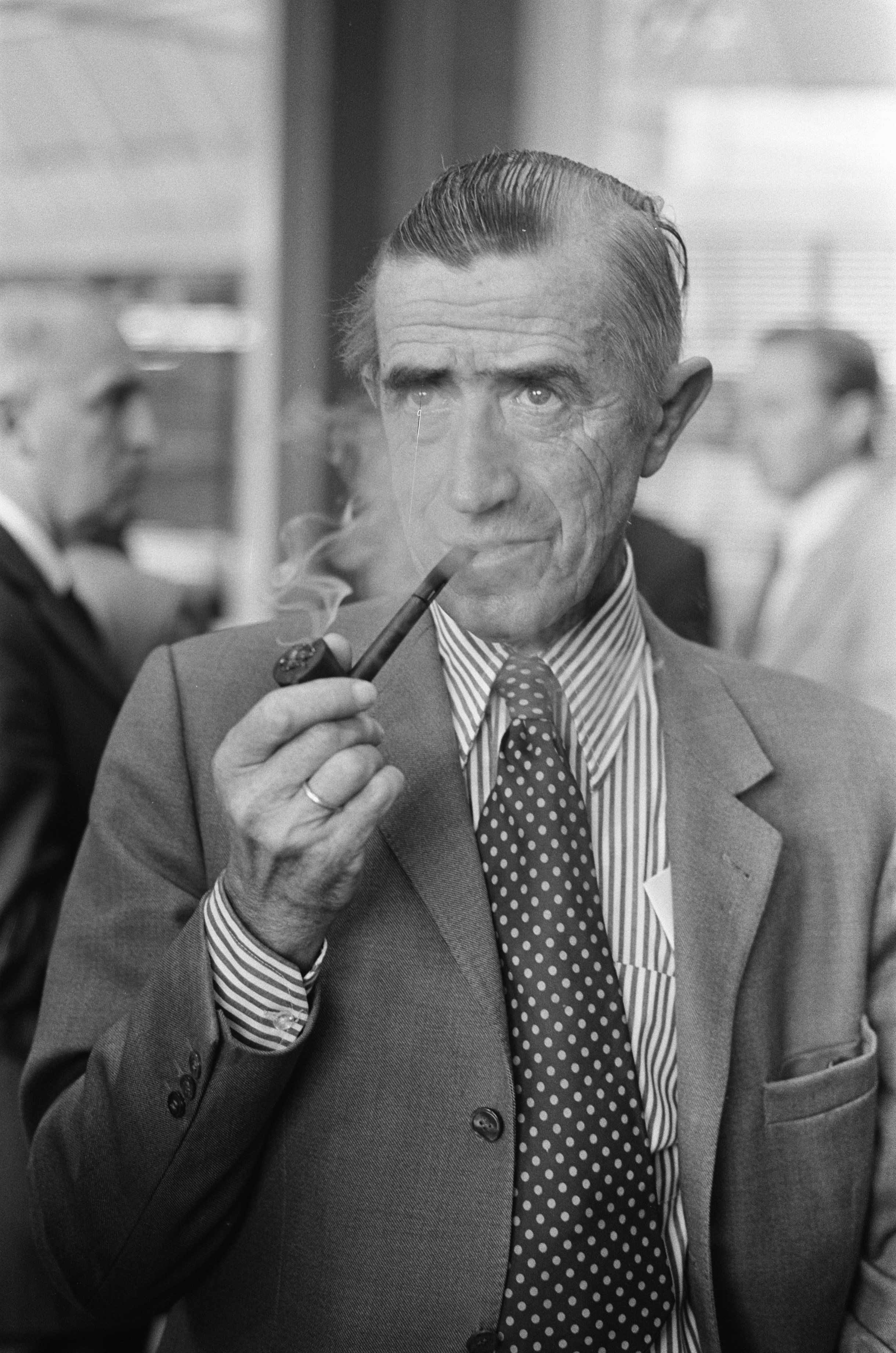
Tiemen Brouwer (1973)

Tiemen Brouwer (* 19. Dezember 1916 in Ellecom, Provinz Gelderland; † 18. April 1977 in Leiderdorp, Provinz Zuid-Holland) war ein niederländischer Kommunalbeamter, Funktionär und Politiker der Katholieke Volkspartij (KVP), der zwischen 1951 und 1966 Allgemeiner Sekretär des Katholischen Bauern- und Gärtnerverbandes KNBTB sowie 14 Jahre lang Mitglied der Zweiten Kammer der Generalstaaten war. Er war außerdem von 1967 bis 1973 Mitglied des Europäischen Parlaments und fungierte 1973 kurzzeitig als Minister für Landwirtschaft und Fischerei im Kabinett von Ministerpräsident Joop den Uyl.

## Leben
Brouwer, Sohn eines Landwirts, begann nach dem Schulbesuch 1934 eine Berufsausbildung zum Kommunalbeamten bei der Gemeindeverwaltung Huissen und war dort zuletzt zwischen 1950 und Juni 1951 Gemeindesekretär tätig. Während dieser Zeit erwarb er 1945 einen Schulabschluss am Gymnasium und begann danach ein Studium im Fach Öffentliches Recht der Niederlande an der Katholieke Universiteit Nijmegen, das er 1950 abschloss.
Am 19. Juni 1951 verließ Brouwer die Gemeindeverwaltung Huissen und wechselte als Allgemeiner Sekretär zum Katholischen Niederländischen Bauern- und Gärtnerverband KNBTB (Katholieke Nederlandse Boeren- en Tuindersbond) und bekleidete diese Funktion 15 Jahre lang bis Juni 1966.
Zugleich begann er seine politische Laufbahn bei der Katholieke Volkspartij (KVP) und war zeitweilig Vorsitzender des Ortsverbandes Huissen sowie zwischen 1956 und 1967 Mitglied des KVP-Parteivorstandes. Am 20. März 1959 wurde er für die KVP erstmals zum Mitglied der Zweiten Kammer der Generalstaaten gewählt und gehörte dieser bis zum 11. Mai 1973 an. Während dieser Zeit war er von Juni 1962 bis zum 22. Dezember 1963 zunächst Zweiter Sekretär sowie anschließend zwischen dem 22. Dezember 1963 und dem 21. September 1971 Sekretär und Schatzmeister der Fraktion der KVP in der Zweiten Kammer der Generalstaaten. Er gehörte damit als Verbandsfunktionär der Bauern und Gärtnern zu den Vertretern der sogenannten „Grünen Front“ (‚Groene Front‘) innerhalb der KVP-Fraktion.
Brouwer, der am 27. April 1962 Offizier des Ordens von Oranien-Nassau wurde, war ferner vom 2. Juni 1966 bis zum 3. Juni 1970 Mitglied des Parlaments (Provinciale Staten) der Provinz Zuid-Holland sowie als Vertreter der Generalstaaten zwischen dem 8. Mai 1967 und dem 11. Mai 1973 Mitglied des Europäischen Parlaments. Am 29. April 1970 wurde ihm des Weiteren das Ritterkreuz des Ordens vom Niederländischen Löwen verliehen.
Am 11. Mai 1973 berief ihn Ministerpräsident Joop den Uyl als Minister für Landwirtschaft und Fischerei (Minister van Landbouw en Visserij) in dessen Kabinett. Er musste allerdings bereits am 1. November 1973 aus gesundheitlichen Gründen von diesem Ministeramt zurücklegen und wurde von seinem Parteifreund und bisherigen Staatssekretär im Finanzministerium, Fons van der Stee, abgelöst. Vierzehn Tage später wurde er am 15. November 1973 auch zum Kommandeur des Ordens vom Niederländischen Löwen ernannt.

## Ehrungen
- 1973 – Kommandeur des Ordens vom Niederländischen Löwen ernannt.